# Верховний стюард Англії
Верховний стюард Англії (англ. Lord High Steward) — найвища державна посада в Англії в 1154—1421 роках. Заснована англійським королем Генріхом II. Залишається церемоніальною після 1421 року.

## Список
- 1345—1361: Генрі Гросмонтський